# Suezstadion
Het Suezstadion is een multifunctioneel stadion in Suez, een stad in Egypte. Het stadion wordt vooral gebruikt voor voetbalwedstrijden, de voetbalclub Petrojet SC maakt gebruik van dit stadion. In het stadion is plaats voor 27.000 toeschouwers. Het stadion werd geopend in 1990 en gerenoveerd in 2008.
In 2019 wordt dit een van de stadions waar het Afrikaans kampioenschap voetbal 2019 wordt gespeeld. Dat toernooi zal van 15 juni tot en met 7 juli 2019 in Egypte zijn.